# Entandrophragma cylindricum
Il sapelli o sapele (Entandrophragma cylindricum (Sprague) Sprague, 1932) è un albero della famiglia delle Meliacee che cresce nelle foreste tropicali dell'Africa centro-occidentale.
Nei luoghi di origine è noto con diversi nomi, tra cui bonamba e aboudikro.

## Descrizione
Raggiunge altezze di 45 m, raramente fino a 60 m.
Le foglie cadono nella stagione secca, sono pennate e presentano da 5 a 9 paia alternate di foglioline acuminate lunghe circa 10 centimetri.
Prima di mettere le foglie nuove produce infiorescenze di piccoli fiori giallastri del diametro di circa 5 millimetri a cinque petali.
Il frutto è una capsula lunga circa 10 centimetri e larga 4: a maturazione avvenuta le cinque sezioni che lo compongono possono rilasciare fino a 15-20 semi alati.

## Conservazione
La Lista rossa IUCN classifica Entandrophragma cylindricum come specie vulnerabile.

## Caratteristiche ed usi del legname
Il legno del sapelli, alle volte commercializzato come mogano sapelli, presenta una colorazione rossiccia simile al mogano americano (Swietenia), ha tessitura stretta e fibre intrecciate. La tranciatura a quarti mette in evidenza il caratteristico motivo a strisce, mentre nel taglio tangenziale sono ben visibili gli anelli di accrescimento. Appena tagliato ha un profumo simile a quello del cedro. Il legno è robusto, piuttosto flessibile, duro, compatto e resiste bene agli urti. Possiede una massa volumetrica media pari a 625 kg/m³.
Viene utilizzato per mobili, impiallacciature, falegnameria d'interni, pavimenti, tornitura e in ebanisteria.

Inoltre in liuteria è impiegato nella fabbricazione di corpi di chitarre elettriche e per fondi e fasce di quelle acustiche, usato dai noti marchi Esteve (Spagna), Ibanez (Giappone/USA), Larrivée (Canada), Martin (USA), Taylor (USA) e Ashton (Sydney, Australia). Dagli anni novanta se ne è cominciato l'utilizzo per la costruzione dello txalaparta, lo strumento basco a percussione.